# Ge rasismen rött kort

Logotyp.

Ge rasismen rött kort (engelska: Show Racism The Red Card) är en kampanj inom fotbollen mot rasism. Den inleddes i Storbritannien i januari 1996.
Kampanjen i Sverige genomfördes under perioden 9-20 september 2006. Projektet drevs gemensamt av Svenska Fotbollförbundet (SvFF), Föreningen Svensk Elitfotboll (SEF), Elitfotbollföreningen Damer (EFD), Spelarföreningen Svensk Fotboll (SFS), samt stiftelsen "Älska fotboll". Åren 2007–2009 drevs kampanjen i allsvenskan av Spelarföreningen och Riksorganisationen Ungdom mot rasism. År 2010 startade Ungdom Mot Rasism, med aktivt stöd från SFS, projektet Fotboll Mot Rasism med uppdrag att utveckla kampanjen.
Kampanjens verksamhet är nationell, med utgångspunkt i Malmö. Kampanjen är finansierad av Allmänna arvsfonden.
Ge rasismen rött kort har som mål att verka på många plan och genom olika former av aktiviteter ge fotbollsspelare, föreningar och skolor möjlighet att manifestera sitt ställningstagande mot rasism, fördomar och diskriminering.

## Evenemang
- På innerplan visades en banderoll med antirasistiskt budskap upp.
- Före matchstart berättade speakern om kampanjen.
- Alla, såväl publik som spelare, fick en A4 med logon "Ge rasismen rött kort".
- Vid spelarpresentationen innan matchen började höll alla spelarna upp en A4 med logon för "Ge rasismen rött kort".
- Vid spelarpresentationen på innerplan läste lagkaptenerna upp ett antirasistiskt budskap.

### Fotnoter
1. ↑  ”Pupils show racism the red card” (på engelska). Northumberlandgazette. 7 februari 2016. Arkiverad från originalet den 4 juni 2016. https://web.archive.org/web/20160604034443/http://www.northumberlandgazette.co.uk/news/local-news/pupils-show-racism-the-red-card-1-7715496. Läst 10 april 2016.